# 8426-os mellékút (Magyarország)
A 8426-os számú mellékút egy bő 8 kilométer hosszú, négy számjegyű országos közút Győr-Moson-Sopron vármegye és Veszprém vármegye határvidékén, Vág és Kemenesszentpéter településeket kapcsolja össze egymással és a 86-os főúttal.

## Nyomvonala

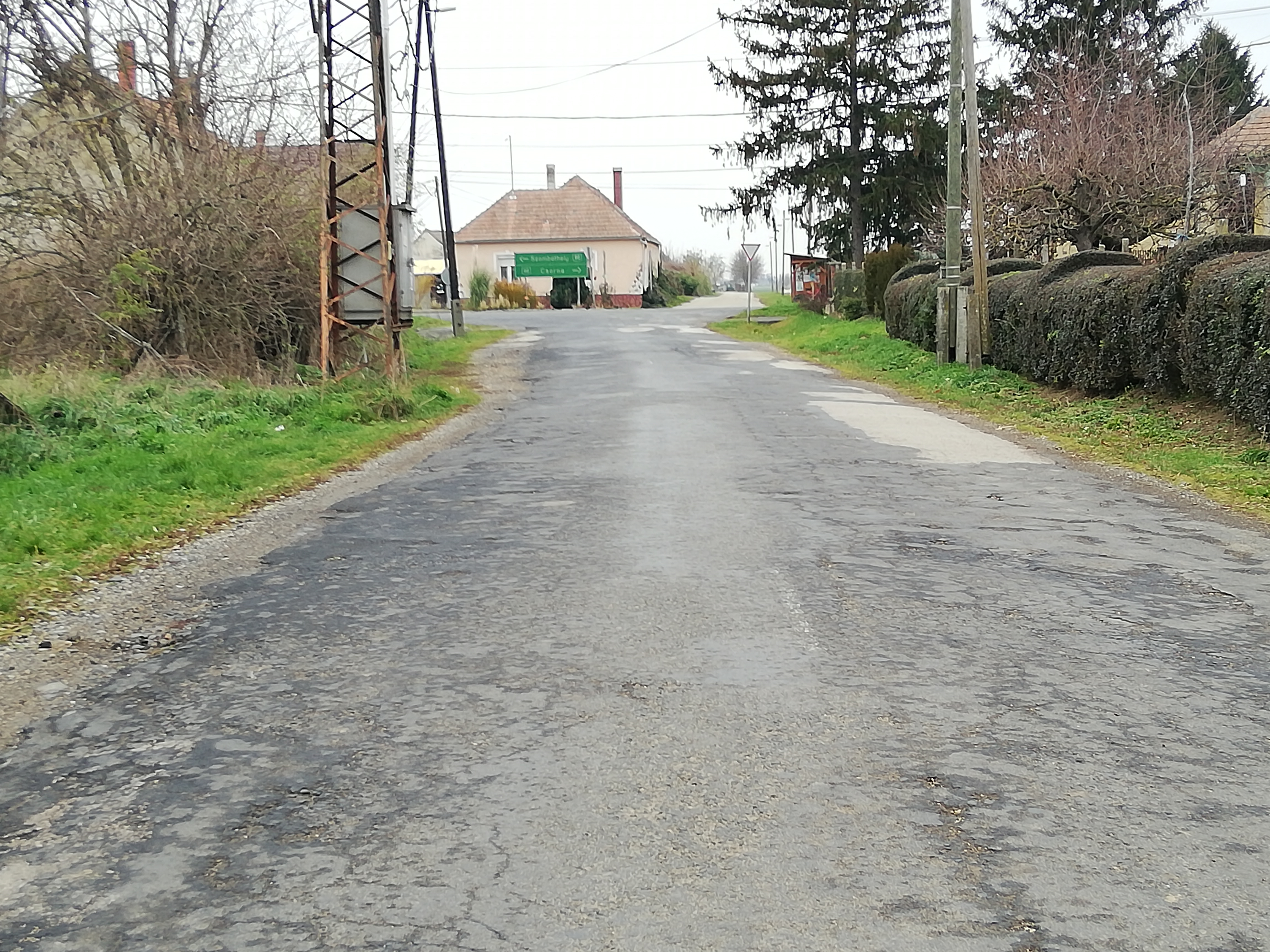
Kezdeti szakasza Páliban

Páli központjának keleti részén ágazik ki a 86-os főútból, kicsivel annak a 131. kilométere után, délkelet felé. Települési neve – úgy tűnik – nincs is, alig 300 méter után elhagyja a lakott területet, 1,3 kilométer után pedig átlépi Szil határát. Ez utóbbi településnek csak lakatlan külterületeit érinti, alig egy kilométerrel arrébb pedig át is lép Vág közigazgatási területére. A 3+850-es kilométerszelvénye közelében beletorkollik északkelet felől a 8604-es út, pár száz méterrel arrébb pedig eléri Vág legészakibb házait.

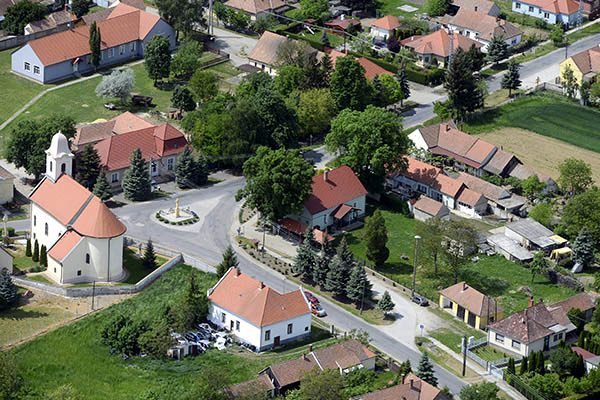
Az út Vág központján átvezető szakasza (2 órától 8 óra irányában; 5 óra felől a 8425-ös út becsatlakozásával)

Templom utca néven húzódik végig a községen, közben, a 4+850-es kilométerszelvénye táján belecsatlakozik a 8425-ös út Szany központja felől. Valamivel több mint 5,5 kilométer teljesítése után áthalad a Rába fölött, majd a túlsó parton, a hetedik kilométere közelében átlép a Veszprém vármegye Pápai járásába tartozó Kemenesszentpéter területére. Ott szinte azonnal belterületen folytatódik, Vági utca néven, úgy is ér véget, beletorkollva a 8406-os útba, a 22+350-es kilométerszelvénye előtt.
Teljes hossza, az országos közutak térképes nyilvántartását szolgáló kira.gov.hu adatbázisa szerint 7,937 kilométer.

## Települések az út mentén
- Páli
- (Szil)
- Vág
- Kemenesszentpéter